# اندرو ردفورد (زبان‌شناس)
اندرو ردفورد زبان‌شناس بریتانیایی است که به خاطر کارش در نحو و زبان‌آموزی کودک شهرت دارد. اولین مشارکت مهم او در این زمینه، کتابی بود که در سال ۱۹۷۷ دربارهٔ نحو زبان ایتالیایی نوشت. او در سال ۱۹۸۱ به دلیل کتاب دستور گشتاری که بیش از ۳۰۰۰۰ نسخه فروخت و سال‌ها مقدمهٔ استاندارد نظریه حاکمیت و مرجع‌گزینی چامسکی بود، به شهرت بین‌المللی دست یافت و در سال ۱۹۸۸ مقدمه‌ای بر دستور گشتاری به دنبال آن نوشته شد که بیش از ۷۰۰۰۰ نسخه از ان به فروش رسید. او از آن زمان تا کنون چندین کتاب در زمینهٔ نحو در چارچوب دستور زایشیو برنامه کمینه‌گرا نوام چامسکی منتشر کرده‌است که تعدادی از آنها در مجموعه کتاب‌های درسی کمبریج در زبان‌شناسی قرار دارند.